# گلینباتان
گلینباتان (به لاتین: Gelinbatan) یک منطقهٔ مسکونی در روسیه است که در داغستان واقع شده‌است.